# Alfredo Andreini
Alfredo Andreini (Firenze, 27 luglio 1870 – Lippiano, 11 dicembre 1943) è stato un entomologo e matematico italiano.
Effettuò una vasta raccolta di insetti raccolti in particolare a Capo Verde (1908), in Libia (1913) e in Eritrea. Ha collaborato con il Museo di storia naturale sezione di zoologia La Specola.
In geometria pubblicò nel 1905 un elenco di 25 tassellazione dello spazio uniformi convessi che rimase l'elenco più completo pubblicato fino al 1991, quando Norman Johnson completò l'elenco completo di 28 moduli.